# Schlacht von Adrianopel (1829)
Die Schlacht von Adrianopel war eine der letzten Auseinandersetzungen des Russisch-Türkischen Krieges (1828/29), tatsächlich fanden in dieser entscheidenden Aktion kaum wirkliche Kampfhandlungen statt. Mit dem Frieden von Adrianopel endete der Krieg nur wenige Wochen später.

## Hintergrund
Schon länger schwelte zwischen dem russischen Zaren und dem osmanischen Sultan ein Streit, nachdem Russland als Schutzmacht der orthodoxen Griechen deren Unabhängigkeitskampf unterstützt hatte. Nach der Teilnahme Russlands an der Schlacht von Navarino und der Niederlage der osmanisch-ägyptischen Flotte eskalierte der Streit. Der osmanische Sultan Mahmud II. schloss den Bosporus für die Durchfahrt russischer Schiffe ins Schwarze Meer und kündigte damit das Abkommen von Akkerman (1826) auf. Damit kam der russische Handel mit den Mittelmeeranrainern zum Erliegen. Die osmanische Armee und die Marine waren von den Kämpfen gegen die griechischen Revolutionäre ohnehin geschwächt und die Strukturen aufgrund einer Militärreform nicht stabil, sodass das russische Militär seine Chance sah, durch einen Angriff auf das Osmanische Reich die Kontrolle über den Bosporus und die Dardanellen sowie eventuell weitere territoriale Gewinne in Griechenland und auf dem Balkan zu erzwingen. Neben dem Balkan wollte Russland auch seinen Einfluss auf den Kaukasus verstärken. Eines der Hauptanliegen Russlands war eine Verstärkung der Grenze zum Osmanischen Reich. Obwohl dies keinen vordringlichen Grund für den Krieg darstellte, sollten durch einen Sieg auch hier territoriale Gewinne möglich sein.
Als die Kampfhandlungen ausbrachen, bestand die russische Armee aus 92.000 Mann und die osmanischen Streitmacht aus ca. 150.000 Soldaten unter dem Kommando von Hussein Pascha. Im Juni 1828 überquerten die Russen unter dem Oberbefehl des Grafen Wittgenstein die Donau und stießen in die Dobrudscha vor. Die Belagerung der Festung Schumen erwies sich als schwierig, da die 40.000 Mann starke osmanische Garnison in der Stadt den Russen lange Widerstand leisten konnte. Mitte Juli traf auch die russische Flotte unter Admiral Greigh ein und landete Verstärkungen an der Schwarzmeerküste, um auch die Garnisonen von Silistria und Warna blockieren zu können.
Der im Februar 1829 neu ernannte Oberbefehlshaber General Diebitsch entschied sich dafür, die starke Festungslinie zu umgehen, nachdem er stärkere Truppenteile zurückgelassen hatte. Ende Mai 1829 begann die russische Flotte unter den Admiralen Greigh und Heiden mit einer Blockade der Meerengen bei Konstantinopel und unterbrachen alle Schiffslieferungen. Die Anfang Juli eingeleitete Offensive über den Balkan erlaubte es dann Diebitsch ohne große Mühe in Richtung auf Adrianopel vorzustoßen. Trotzdem war der Weg dorthin für die russischen Soldaten beschwerlich und eine Belagerung der Stadt war für die vom Marsch erschöpften Soldaten nicht ohne weiters möglich. Anstatt den Soldaten eine Pause zu gönnen, drängte Diebitsch seine Soldaten aber weiter vorwärts und hoffte, die Verteidiger dazu zu bringen, zu glauben, eine kampfstarke russische Armee sei im Anmarsch.

## Verlauf
Tatsächlich fanden kaum wirkliche Kampfhandlungen statt. Die osmanischen Verteidiger waren überrascht und ob des Erscheinens der russischen Armee am 8. August 1829 vor ihren Toren verängstigt. Nach kurzen Kampfhandlungen kapitulierte die Stadt. Die russische Taktik ging auf und so konnte der Zar die europäische Hauptstadt des Osmanischen Reiches schnell und unblutig einnehmen.
Ein Grund für die schnelle Kapitulation der Stadt könnte der Umstand gewesen sein, dass sich in der Garnison von Adrianopel viele ehemalige Mitglieder der Janitscharen befanden, die der Sultan kurz zuvor aufgelöst und damit deren Macht beschnitten hatte. Viele der Janitscharen desertierten nach dem Auftauchen der russischen Streitkräfte. Später wurden viele dieser Soldaten verhaftet, weil sie in Konstantinopel einen Aufstand gegen den Sultan angezettelt hatten.
Bei den Kampfhandlungen wurde der osmanische Palast schwer beschädigt.

## Folgen
Trotz des Rates seiner Berater, nach dem Verlust von Adrianopel einen Frieden zu erwägen, entschied sich der Sultan weiter zu kämpfen, musste aber schließlich einsehen, dass der Krieg verloren war, als die Russen Konstantinopel immer näher rückten. Türkische Unterhändler erreichten am 17. August 1829 die Stadt und begannen mit der Aushandlung eines Friedensvertrages, der schließlich am  2. September unterzeichnet wurde.
Der Vertrag veränderte die territorialen Besitzverhältnisse Russlands und des Osmanischen Reiches in Europa und im Kaukasus. Obwohl sich die Grenzen kaum verschoben, waren die Veränderungen nicht unwesentlich. Im Kaukasus bekamen die Russen einige strategisch wichtige Punkte und einen kleinen Hafen. Alle anderen eroberten Gebiete wurden an die Osmanen zurückgegeben. Die entscheidenderen Veränderungen betrafen den Balkan, insbesondere die Moldau und die Walachei, obwohl auch hier große Gebiete und die Stadt Adrianopel an das Osmanische Reich zurückgegeben wurden. Die beiden Regionen waren zuvor von den Osmanen verwaltet worden und durften nur wenig Autonomie genießen. Nach dem Vertrag von Adrianopel durften die Regionen sich selbst verwalten und waren russische Protektorate, auch wenn sie osmanisches Staatsgebiet blieben. Serbien wurde größere Autonomie zugesprochen und die osmanische Verwaltung nahezu abgeschafft. Zusätzlich wurden die osmanischen Festungen auf dem Balkan entlang der Donau geschleift und somit der Verteidigungswall der Osmanen aufgeweicht und damit auch der Einfluss zurückgedrängt.
Auch der russische Zugang zu den Dardanellen wurde neu geregelt. Ihren Handelsschiffen wurde unbeschränkter Zugang gewährt, genauso wie Schiffen von Handelspartnern anderer Nationen, die mit Russland Handel trieben. Dies bot dem russischen Kaiserreich die Möglichkeit zum uneingeschränkten Handel. Mit dem uneingeschränkten Zugang zu den Dardanellen verloren die Osmanen ein wichtiges Druckmittel bei Verhandlungen.
Einige kaukasische Kommandeure erfuhren erst Tage nach dem Friedensschluss von dem Ende der Kampfhandlungen. So gab es noch nach dem offiziellen Friedensschluss im Kaukasus weitere kleinere Kampfhandlungen.